# امیل آرنود
امیل آرنود (فرانسوی: Émile Arnaud‎؛ ۲۱ اکتبر ۱۸۶۴ – ۱۱ دسامبر ۱۹۲۱) وکیل، نویسنده، و سردفتر اهل فرانسه بود که به خاطر نوشته‌های ضدجنگ و ابداع اصطلاح صلح‌جویی مشهور شد. آرنود در سال ۱۸۶۱ «اتحادیه بین‌المللی برای صلح و آزادی» را تأسیس کرد و به عنوان اولین رئیس آن انتخاب شد. در سال ۱۹۰۱ او عقاید خود را در رساله ای با عنوان Code de la Paix تدوین کرد که به‌طور کلی اهداف، مواضع سیاسی و روش‌شناسی جنبش صلح را ترسیم و تعریف کرد. او این جنبش سیاسی جدید را «پاسیفیسم» نام نهاد و آن را به‌عنوان بدیلی در برابر ایدئولوژی‌های ستیزه‌جویانه سیاسی نوظهور مانند سوسیالیسم و آنارشیسم تنظیم کرد. او طرفدار انسان‌گرایی، خیریه و مدارا، حل منازعات بدون خشونت، و دستیابی به راه‌حل‌های سیاسی سودمند متقابل از طریق ایجاد اجماع بود. امیل سخنران دومین کنفرانس صلح جهانی بود که طی مراسمی در کلیسای جامع سنت پل برگزار شد
هنگامی که فرانسه در سال ۱۹۱۴ وارد جنگ جهانی اول شد آرنود با وجود بالا بودن سن، داوطلب خدمت سربازی شد و در پایان جنگ مفتخر به دریافت صلیب نظامی شد.